# Gare de Lausanne
A Gare de Lausanne a svájci Lausanne városának pályaudvara. A személyszállító vonatokat elsősorban a Svájci Szövetségi Vasutak (CFF) üzemelteti, emellett a szomszédos országokból, főként Franciaországból érkező társaságok (mint a népszerű TGV Lyria vagy az EuroCity) további nemzetközi járatokat működtetnek.
A vasútállomás 1911 és 1916 között épült meg a németországi Lipcsei főpályaudvar mintájára.

## Vasútvonalak
Az állomást az alábbi vasútvonalak érintik:
- Simplon-vasútvonal
- Lausanne–Bienne-vasútvonal
- Lausanne–Bern-vasútvonal
- Lausanne–Genf-vasútvonal

## Kapcsolódó állomások
A vasútállomáshoz az alábbi állomások vannak a legközelebb:
- Prilly-Malley railway station (Le Brassus railway station, Grandson vasútállomás, Lausanne–Genf-vasútvonal, Simplon-vasútvonal, Lausanne–Bienne-vasútvonal, R4, R1, R2)
- Lausanne-Sébeillon railway station (Simplon-vasútvonal, Lausanne–Genf-vasútvonal, Lausanne–Bienne-vasútvonal)
- Pully vasútállomás (Aigle vasútállomás, Simplon-vasútvonal, R4, R3)
- Pully-Nord vasútállomás (Palézieux vasútállomás, Lausanne–Bern-vasútvonal, R5, R6)
- Renens CFF station (Vallorbe vasútállomás, R3)
- Prilly-Malley railway station (Allaman vasútállomás, R6, R5)
- Puidoux-Chexbres vasútállomás (Kerzers vasútállomás, R9)
- Bahnhof Genève-Cornavin (Ginebra-Aeropuerto vasútállomás, IC 1)
- Friburgo vasútállomás (San Galo vasútállomás, IC 1)
- Yverdon-les-Bains vasútállomás (Rorschach vasútállomás, IC 5)

## Galéria

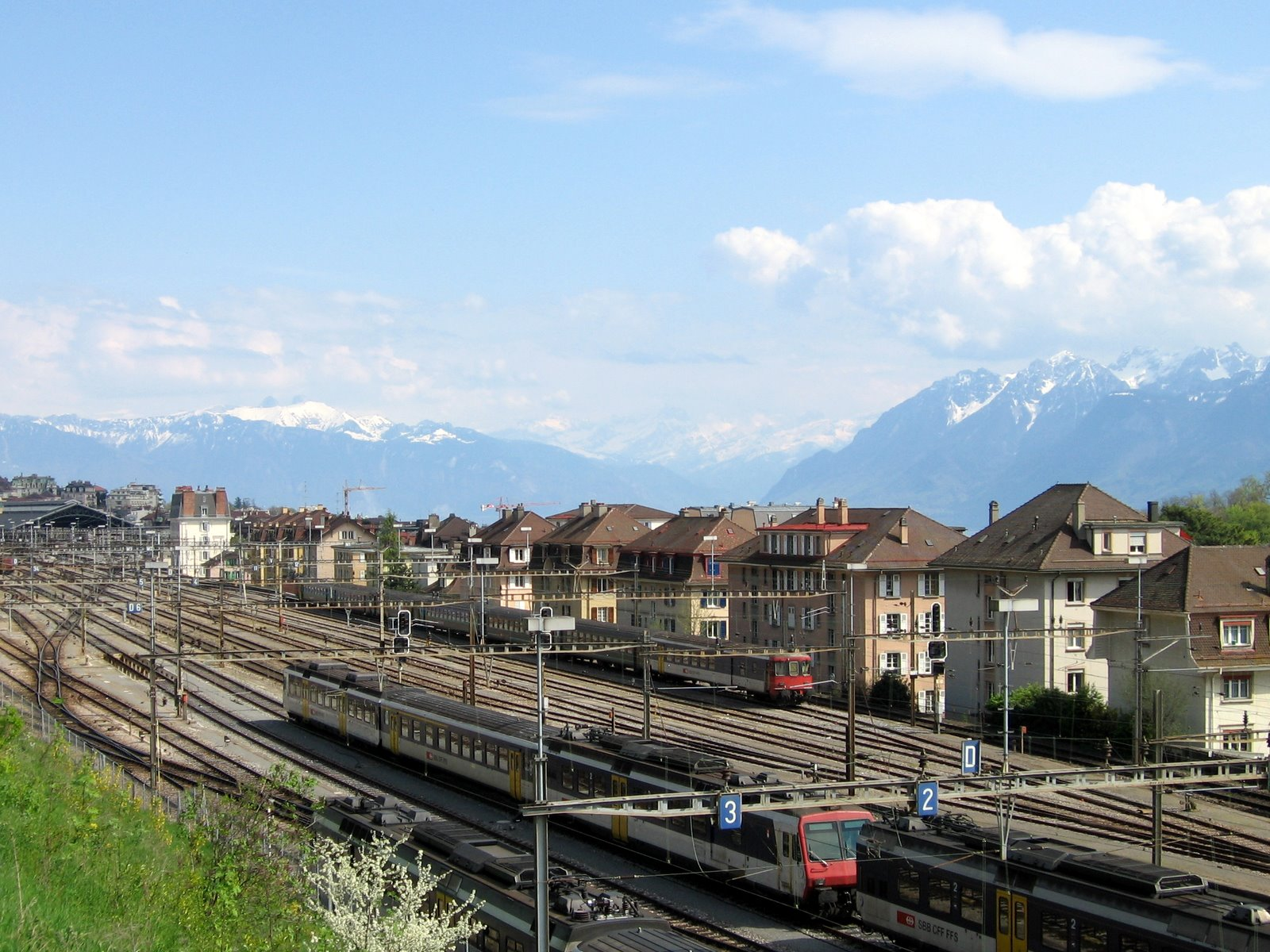
A Gare de Lausanne pályaudvar és az Alpok
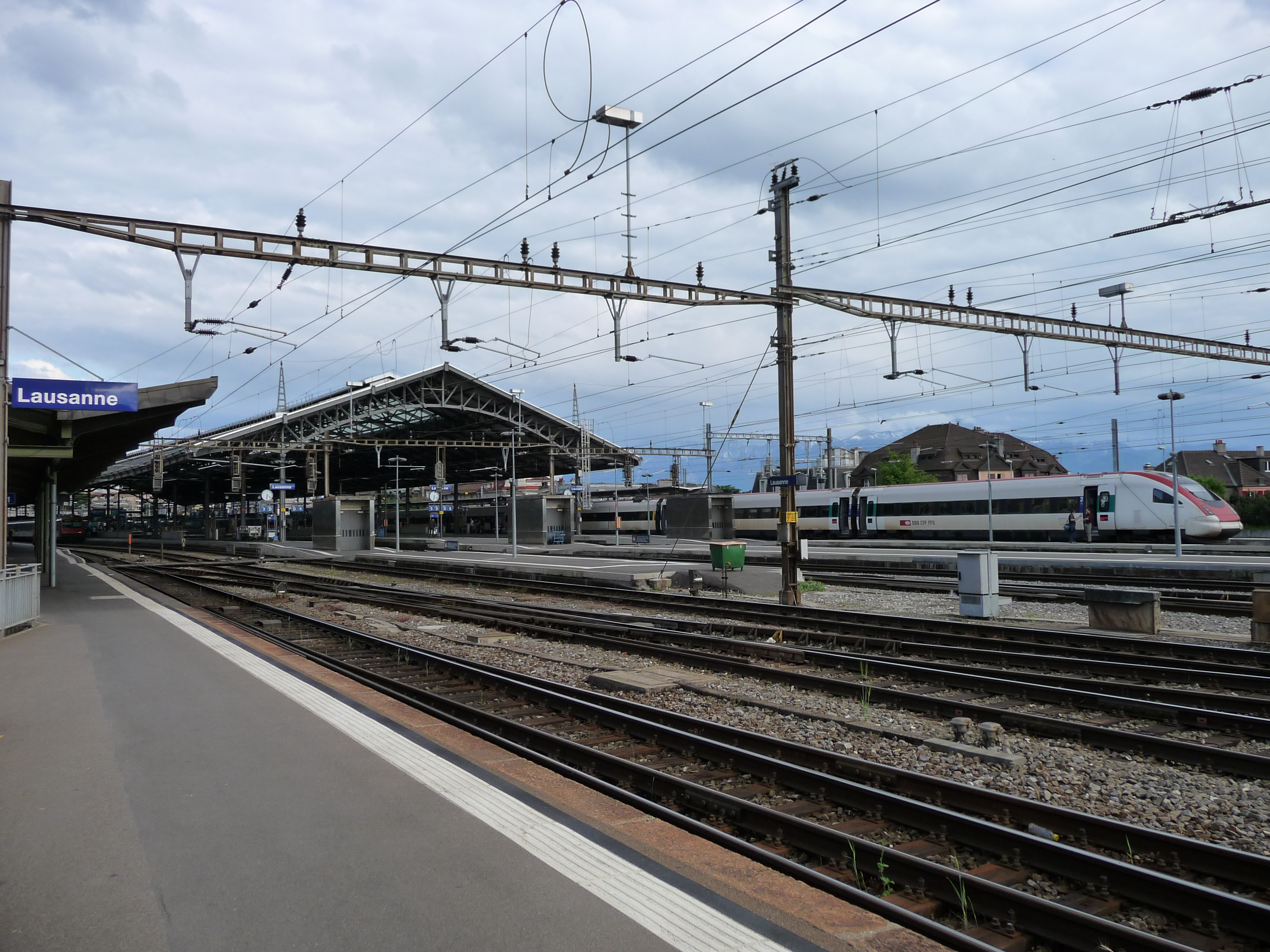
Keletről nézve
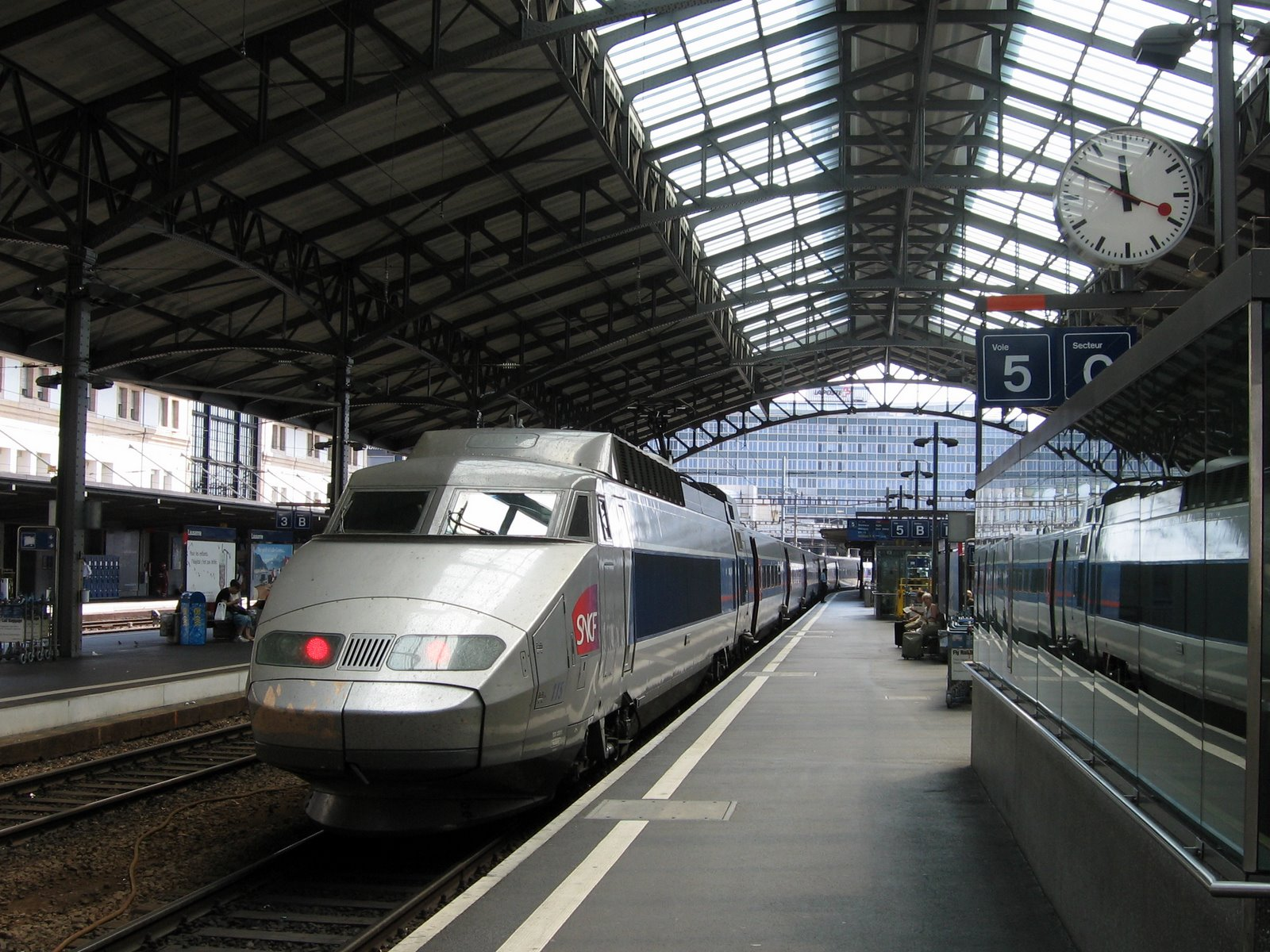
Az SNCF által üzemeltetett TGV a pályaudvaron
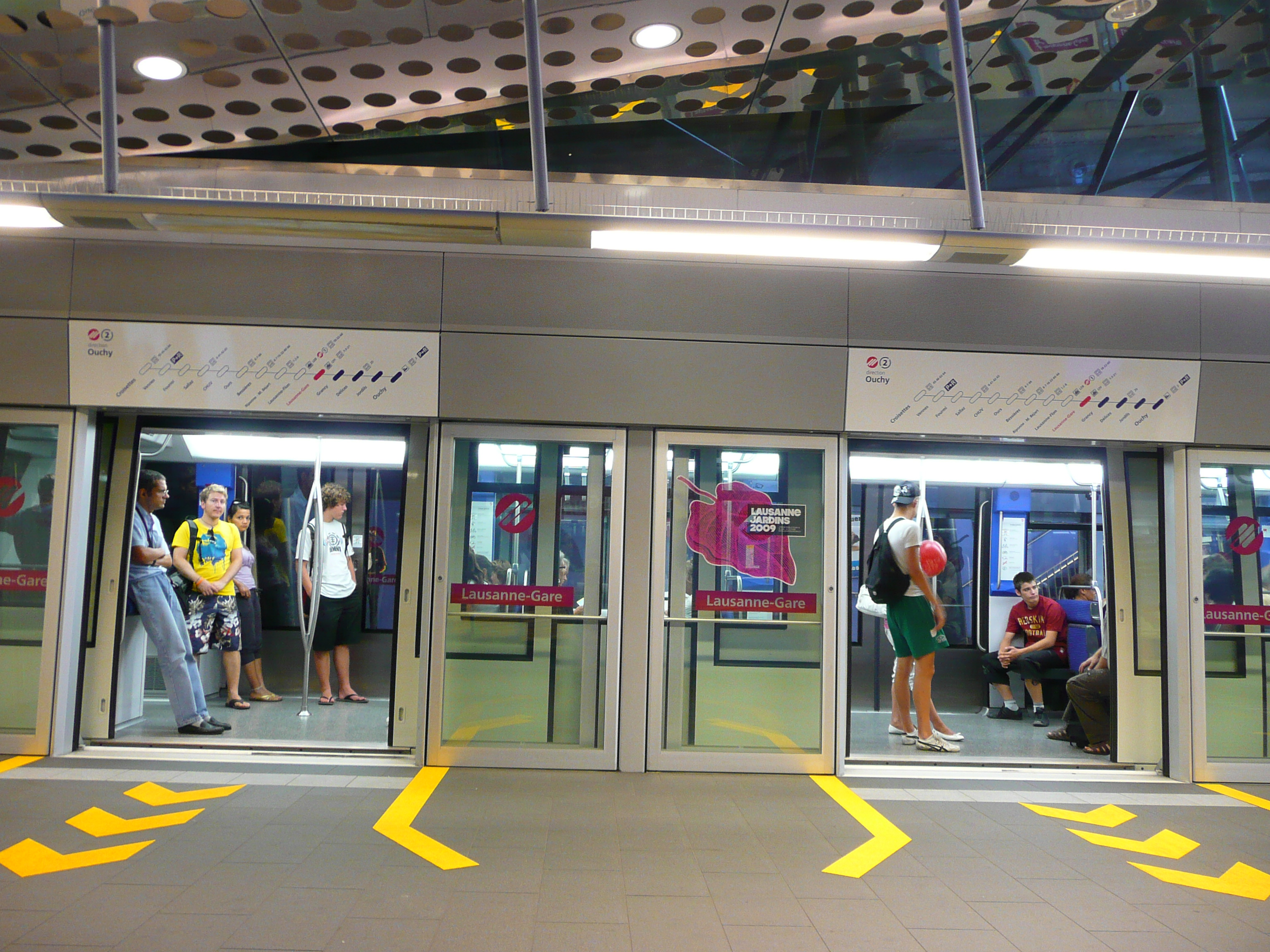
A Lausanne-i metró megállója